# USS Smartt (DE-257)
USS Smartt (DE-257) là một tàu hộ tống khu trục lớp Evarts được Hải quân Hoa Kỳ chế tạo trong Chiến tranh Thế giới thứ hai. Nó là chiếc tàu chiến duy nhất của Hải quân Mỹ được đặt theo tên Thiếu úy Hải quân Joseph G. Smartt (1917-1941), phi công thuộc Liên đội Tuần tra VS-11 tại căn cứ vịnh Kaneohe, Oahu, đã tử trận trong vụ tấn công Trân Châu Cảng vào ngày 7 tháng 12, 1941. Nó đã phục vụ cho đến khi chiến tranh kết thúc, xuất biên chế vào ngày 5 tháng 10, 1945 và xóa đăng bạ vào ngày 24 tháng 10, 1945. Con tàu bị bán để tháo dỡ vào ngày 12 tháng 7, 1946. Smartt  được tặng thưởng một Ngôi sao Chiến trận do thành tích phục vụ trong Thế Chiến II.

## Thiết kế và chế tạo
Những chiếc thuộc lớp tàu khu trục Evarts có chiều dài chung 289 ft 5 in (88,21 m), mạn tàu rộng 35 ft 1 in (10,69 m) và độ sâu mớn nước khi đầy tải là 8 ft 3 in (2,51 m). Chúng có trọng lượng choán nước tiêu chuẩn 1.140 tấn Anh (1.160 t); và lên đến 1.430 tấn Anh (1.450 t) khi đầy tải. Hệ thống động lực bao gồm bốn động cơ diesel General Motors Kiểu 16-278A nối với bốn máy phát điện để vận hành hai trục chân vịt; công suất 6.000 hp (4.500 kW) cho phép đạt được tốc độ tối đa 21 kn (24 mph; 39 km/h), và có dự trữ hành trình 4.150 nmi (4.780 mi; 7.690 km) khi di chuyển ở vận tốc đường trường 12 kn (14 mph; 22 km/h).
Vũ khí trang bị bao gồm ba pháo 3 in (76 mm)/50 cal trên tháp pháo nòng đơn có thể đối hạm hoặc phòng không, một khẩu đội 1,1 inch/75 caliber bốn nòng và chín pháo phòng không Oerlikon 20 mm. Vũ khí chống ngầm bao gồm một dàn súng cối chống tàu ngầm Hedgehog Mk. 10 (có 24 nòng và mang theo 144 quả đạn); hai đường ray Mk. 9 và tám máy phóng K3 Mk. 6 để thả mìn sâu.
Smartt được đặt lườn tại Xưởng hải quân Boston ở Boston, Massachusetts vào ngày 10 tháng 1, 1943. Nó được hạ thủy vào ngày 22 tháng 2, 1943; được đỡ đầu bởi bà W. H. Thomson, và nhập biên chế vào ngày 18 tháng 6, 1943 dưới quyền chỉ huy của Hạm trưởng, Thiếu tá Hải quân W. B. Pendleton.

## Lịch sử hoạt động
Smartt tiếp tục được trang bị tại Boston trước khi lên đường vào ngày 6 tháng 7, 1943, hướng đến khu vực Bermuda để chạy thử máy và huấn luyện; sau khi hoàn tất vào ngày 7 tháng 8, nó quay về xưởng tàu để sửa chữa trước khi lên đường đi Norfolk, Virginia vào ngày 23 tháng 8. Nó khởi hành bốn ngày sau đó để hộ tống một đoàn tàu vận tải hướng sang Bắc Phi, đi ngang qua eo biển Gibraltar vào ngày 13 tháng 9, và các tàu buôn được chuyển giao cho Hải quân Hoàng gia Anh chịu trách nhiệm bảo vệ. Đoàn tàu vận tải được tái lập vào ngày 17 tháng 9 để lên đường quay trở về Brooklyn, New York, về đến nơi vào ngày 5 tháng 10. Từ ngày 25 tháng 10, 1943 đến ngày 20 tháng 4, 1944, nó còn tiếp tục hộ tống cho ba đoàn tàu vận tải xuất phát từ New York để đi sang Casablanca, Bắc Phi, và quay trở về.
Vào ngày 23 tháng 4, Smartt cùng Đội hộ tống 5 khởi hành từ Norfolk trong thành phần hộ tống cho Đoàn tàu UGS-40 đi sang Địa Trung Hải. Đoàn tàu bị máy bay ném bom bổ nhào Đức tấn công gần Algiers vào ngày 11 tháng 5. Các tàu hộ tống đã thả màn khói ngụy trang, và bản thân đã nổ súng bắn trúng ba máy bay ném bom Junkers Ju 88. Một đợt tấn công thứ hai tiếp nối với ba máy bay đối phương tiếp cận bên mạn trái bay sát mặt biển; một chiếc trong tốp này bị hỏa lực phòng không bắn rơi cách chiếc tàu hộ tống khu trục 2.000 yd (1.800 m). Sang đợt tấn công thứ ba, thêm hai máy bay đối phương ló ra từ màn khói bên mạn phải con tàu ở khoảng cách 2.000 yd (1.800 m); pháo thủ trên tàu đã bắn rơi một chiếc và chiếc còn lại đã bị bắn trúng và bốc khói khi nó bay xa khỏi tầm nhìn. Đoàn tàu tiếp tục hành trình đi Bizerte, Tunisia, đến nơi vào ngày 13 tháng 5; một tuần sau đó nó tham gia vào Đoàn tàu GUS-40, bao gồm 65 tàu, và lên đường quay trở về New York.
Trong giai đoạn từ ngày 4 tháng 7, 1944 đến ngày 14 tháng 6, 1945, Smartt tiếp tục hộ tống thêm sáu đoàn tàu vận tải đi từ Hoa Kỳ sang khu vực Địa Trung Hải và quay trở về. Khi về đến New York sau chuyến đi cuối cùng, nó ở lại đây để bảo trì cho đến ngày 10 tháng 7, rồi chuyển đến Casco Bay, Maine và hoạt động tại chỗ từ ngày 18 tháng 7 đến ngày 10 tháng 9. Con tàu quay trở về New York để chuẩn bị ngừng hoạt động.
Smartt được cho xuất biên chế vào ngày 5 tháng 10, 1945 và được đưa về thành phần dự bị. Tên nó được cho rút khỏi danh sách Đăng bạ Hải quân vào ngày 24 tháng 10, 1945, và con tàu bị bán để tháo dỡ vào ngày 12 tháng 7, 1946.

## Phần thưởng[2]
|  |             |  |
|  | Bronze star |  |

| Dãi băng Hoạt động Tác chiến (truy tặng) |                                                                              |                                                                              |                                      |
| Huân chương Chiến dịch Hoa Kỳ            | Huân chương Chiến dịch Châu Âu-Châu Phi-Trung Đông với 1 Ngôi sao Chiến trận | Huân chương Chiến dịch Châu Âu-Châu Phi-Trung Đông với 1 Ngôi sao Chiến trận | Huân chương Chiến thắng Thế Chiến II |